# 八濱七本槍
八濱七本槍(八浜七本槍)是當時織田信長派羽柴秀吉經略西國，備前的大名宇喜多直家本來親近毛利家，後來改投織田。1581年，毛利家出動村上水軍，企圖制壓兒島，確保瀨戶內海的制海權。宇喜多直家派其養子基家為總大將，在兒島附近的八濱城(八浜城)大戰毛利軍，宇喜多基家戰死，宇喜多軍不利。然而，宇喜多家的七位武將以死相搏，毛利軍為了減低損失而撤退。這七位武將就是八浜七本槍。

## 八濱七本槍
- 粟井正晴
- 岸本惣次郎
- 馬場職家
- 小森三郎右衛門
- 宍甘太郎兵衛
- 能勢賴吉
- 國富貞次